# 쓰카다 리키치
쓰카다 리키치(塚田 理喜智, 1892년 12월 15일~1958년 5월 19일)는 일본 제국 육군 군인이었다. 최종 계급은 중장이었다.

## 생애
이시카와현 출신으로 1916년 5월 육군사관학교를 28기로 졸업했다. 같은 해 12월 보병 소위로 임관한다. 1924년 11월 육군대학교를 36기로 졸업했다. 참모 본부 병요반에 배속되었다. 훗날 병과를 항공병과로 전환한다.
1933년 3월 하마마츠 육군비행학교 교관으로 취임한다. 1936년 5월 중국주둔군 참모부에서 일을 했고, 북중국방면군 정보책임 참모로 중일전쟁에 참전했다. 1938년 3월 항공병 대령으로 승진했고, 같은 해 6월, 비행제7연대장으로 취임했다. 1939년 12월 제1비행집단 참모장으로 이동했다. 1941년 8월 소장으로 진급하여 태평양 전쟁을 맞았다.
1942년 4월 제3비행단장이 되었고, 소장으로 승진했다. 제3항공군 참모장, 정진연습부장을 거쳐 1944년 제1 정진집단(挺進集団)장에 부임했다. 이후 그는 필리핀에서 복무를 하면서 필리핀 전역 (1944년~1945년)에서 겐무집단을 이끌었다. 1945년 3월 중장으로 승진했으며, 그것으로 종전을 했다.
1958년 5월 19일 사망했다.